# Ujjain (huyện)
Huyện Ujjain là một huyện thuộc bang Madhya Pradesh, Ấn Độ. Thủ phủ huyện Ujjain đóng ở Ujjain. Huyện Ujjain có diện tích 6091 ki lô mét vuông. Đến thời điểm năm 2001, huyện Ujjain có dân số 1709885 người.